# بلو رپید (کانزاس)
بلو رپید (به انگلیسی: Blue Rapids) شهری در ایالت کانزاس کشور ایالات متحده آمریکا است که جمعیت آن در سرشماری سال ۲۰۱۰ میلادی، ۱٬۰۱۹ نفر بوده‌است.